# Мотия
Мотия (греч. Μοτύα, итал. Mozia, сиц. Mozzia) — остров у западных берегов Сицилии, территориально является частью коммуны Марсала в провинции Трапани региона Сицилия.
Маленький остров (850 на 750 м), на котором греками, по Фукидиду — финикийцами, был построен город, который ещё во времена античности был соединён с Сицилией мостом. В XI веке на острове поселились монахи-базилианцы, а Мотия была переименована в Сан-Панталео.
В настоящее время Мотия вместе с другими островами архипелага Станьоне-ди-Марсала включён в природно-культурный заповедник.